# Liste des députés de la Corse-du-Sud
 (mai 2025).
Liste des députés de la Corse-du-Sud 

## Législature 2024-2029
Les députés élus le 7 juillet 2024 sont :
| Circonscription          | Député               | Parti | Parti                    | Suppléant                  | Autres mandats |
| ------------------------ | -------------------- | ----- | ------------------------ | -------------------------- | -------------- |
| Première circonscription | Laurent Marcangeli   |       | Horizons                 | Xavier Lacombe             |                |
| Deuxième circonscription | Paul-André Colombani |       | Parti de la nation corse | Thérèse Malu-Pellegrinetti |                |

## Législature 2022-2024
Les députés élus le 19 juin 2022 sont :
| Circonscription          | Député               | Parti | Parti                    | Suppléant                  | Autres mandats |
| ------------------------ | -------------------- | ----- | ------------------------ | -------------------------- | -------------- |
| Première circonscription | Laurent Marcangeli   |       | Horizons                 | Xavier Lacombe             |                |
| Deuxième circonscription | Paul-André Colombani |       | Parti de la nation corse | Thérèse Malu-Pellegrinetti |                |

## Législature 2017-2022
Les députés élus le 18 juin 2017 sont :
| Circonscription          | Député               | Parti | Parti        | Suppléant              | Autres mandats                                |
| ------------------------ | -------------------- | ----- | ------------ | ---------------------- | --------------------------------------------- |
| Première circonscription | Jean-Jacques Ferrara |       | LR           | Xavier Lacombe         |                                               |
| Deuxième circonscription | Paul-André Colombani |       | Pè a Corsica | Pierre-José Filipputti | Conseiller territorial à l'Assemblée de Corse |

## Législature 2012-2017
| Circonscription     | Identité                  | Parti | Qualité                                       | Suppléant               |
| ------------------- | ------------------------- | ----- | --------------------------------------------- | ----------------------- |
| 1re circonscription | M. Laurent Marcangeli     | UMP   | Maire d'Ajaccio                               | M. Jean-Jacques Ferrara |
| 2e circonscription  | M. Camille de Rocca Serra | UMP   | Président de l'assemblée de Corse (2004-2010) | Mme Nathalie Ruggeri    |

## Législature 2007-2012
| Circonscription     | Identité                  | Parti | Qualité                                       | Suppléant             |
| ------------------- | ------------------------- | ----- | --------------------------------------------- | --------------------- |
| 1re circonscription | M. Simon Renucci          | CSD   | Maire d'Ajaccio                               | M. Pascal Miniconi    |
| 2e circonscription  | M. Camille de Rocca Serra | UMP   | Président de l'assemblée de Corse (2004-2010) | M. Jacques Bianchetti |

## Législature 2002-2007
| Circonscription     | Identité                  | Parti | Qualité                | Suppléant             |
| ------------------- | ------------------------- | ----- | ---------------------- | --------------------- |
| 1re circonscription | M. Simon Renucci          | CSD   | Maire d'Ajaccio        | M. Paul Scarbonchi    |
| 2e circonscription  | M. Camille de Rocca Serra | UMP   | Maire de Porto-Vecchio | M. Jacques Bianchetti |

## Législature 1997-2002
| Circonscription     | Identité                                                           | Parti  | Qualité                                      | Suppléant        |
| ------------------- | ------------------------------------------------------------------ | ------ | -------------------------------------------- | ---------------- |
| 1re circonscription | M. José Rossi                                                      | UDF-DL | Président du Conseil général de Corse-du-Sud | Marc Marcangeli  |
| 2e circonscription  | M. Jean-Paul de Rocca Serra puis le 07/04/1998 M. Roland Francisci | RPR    | Président de l'assemblée de Corse .          | Roland Francisci |

## Législature 1993-1997
| Circonscription     | Identité                                                                             | Parti  | Qualité                                        | Suppléant        |
| ------------------- | ------------------------------------------------------------------------------------ | ------ | ---------------------------------------------- | ---------------- |
| 1re circonscription | M. José Rossi puis le 18/11/1994 M. Marc Marcangeli puis le 10/09/1995 M. José Rossi | UDF-PR | Président du Conseil général de Corse-du-Sud . | Marc Marcangeli  |
| 2e circonscription  | M. Jean-Paul de Rocca Serra                                                          | RPR    | Président de l'assemblée de Corse              | Roland Francisci |

## Législature 1988-1993
| Circonscription     | Identité                    | Parti  | Qualité                                      | Suppléant       |
| ------------------- | --------------------------- | ------ | -------------------------------------------- | --------------- |
| 1re circonscription | M. José Rossi               | UDF-PR | Président du Conseil général de Corse-du-Sud | Marc Marcangeli |
| 2e circonscription  | M. Jean-Paul de Rocca Serra | RPR    | Président de l'assemblée de Corse            | Émile Mocchi    |

## Législature 1986-1988
Liste proportionnelles
Jean-Paul de Rocca Serra RPR
Nicolas Alfonsi MRG

## Législature 1981-1986
1re circonscription Nicolas Alfonsi MRG
2e circonscription Jean-Paul de Rocca Serra RPR

## Législature 1978-1981
1re circonscription Jean Bozzi RPR
2e circonscription Jean-Paul de Rocca Serra RPR

## Législatures précédentes
- voir liste des députés de Corse